# Poliziano di Alessandria
Papa Poliziano o Balaziano (VIII secolo – 813), è stato papa e patriarca greco-ortodosso di Alessandria e di tutta l'Africa tra il 768 e l'813.
Secondo la ricostruzione datata dei Padri Benedettini della Congregazione di S.Mauro in Francia sarebbe invece salito sul trono nel 775 e sarebbe morto nell'801. Era un medico e, secondo le cronache, guarì una delle mogli del califfo Hārūn al-Rashīd (r. 786-809), che in cambio obbligò i cristiani copti a restituire molte chiese alla comunità greco-ortodossa e placò le sue persecuzioni contro i cristiani.